# Charleroise stadsbus
Het Charleroise stadsbusnet wordt geëxploiteerd door de TEC, entiteit "Charleroi". Tot aan het begin van de jaren 1970 kende Charleroi een uitgebreid tramnetwerk dat geleidelijk voor een deel aan werd afgeschaft en vervangen werd door bussen.

## Geschiedenis

### Een tramnetwerk
In 1882 werd in Charleroi voor het eerst een paardentram aangelegd door de CFB (SA des CF Vicinaux Belges). Vrij snel daarna kwamen er uitbreidingen op het tramnetwerk en werd er ook overgestapt op stoomtractie. In 1887 opende de Buurtspoorwegen (NMVB) hun eerste metersporige tramlijn. Toen de buurtspoorwegen hun netwerk wouden gaan uitbreiden werden alle tramlijnen geëlektrificeerd. Vanaf 1904 werden verschillende lijnen geëxploiteerd door TEPCE.
Net voor de Tweede Wereldoorlog bereikte het tramnetwerk haar piek met een netwerk van 67km. Maar vanaf 1932 kwam ook de bus in opkomst. Na de Tweede wereldoorlog werd het tramnetwerk nog wel hersteld, maar tussen 1958 en 1974 werd het netwerk van TEPCE gelijk aan afgebouwd. De ringlijnen van NMVB bleven nog wel in dienst, maar werden in 1982 opgeheven. Niet lang daarna volgden ook de streeklijnen.
In 1962 kreeg de TEPCE een andere organisatievorm en naam en ging het verder als STIC en in 1991 fuseerde de STIC samen de STIV, STIL en het Waalse deel van NMVB tot TEC, ook wel bekend als SRWT.

### Het stadsbusnetwerk

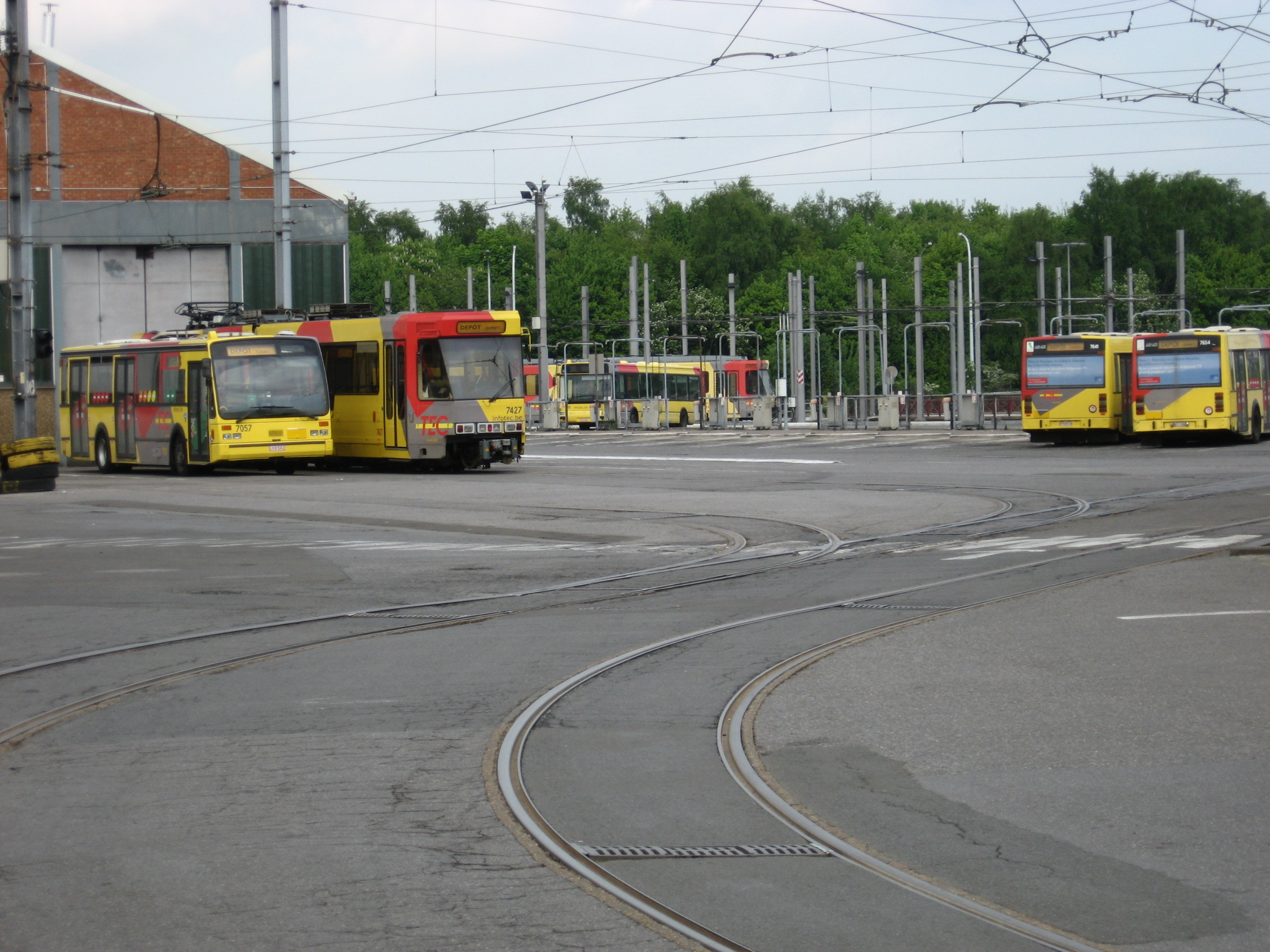
Stelplaats Jumet met trams en stadsbussen voor de stadsdienst van Charleroi

In 1932 werd door de TEPCE de eerste buslijn opgericht. In de jaren 1950 volgden er nog meer. Toen STIC de diensten van TEPCE overnam werden alle bestaande tramlijnen van de TEPCE omgevormd tot buslijnen. In 1974 werd de laatste tramlijn opgeheven.
Terwijl in heel België de tramlijnen werden opgedoekt, bleven de lijnen van STIC aanvankelijk grotendeels behouden. Tussen 1972 en 1974 werden deze ook opgeheven en beëindigde STIC haar trambedrijf.

## Situatie in 2023
Dit overzicht is mogelijk incompleet; u kunt helpen door het uit te breiden.
Hieronder een tabel met de huidige stadslijnen die overdag rijden.
| Lijn | Traject                                                    | Frequentie           | Voornaamste haltes |
| ---- | ---------------------------------------------------------- | -------------------- | --- |
| 1    | Montignies Place - Charleroi Sud = Gbbmomerée              | 10’ - 30’            | Place, Sainte-Thérèse, Place, Casernes, Parc (M), Tirou (M), Sud, Centre, Cité Parc, Ferme Bal, I.S.P.M.A., GB Bomerée, Prison |
| 3    | Montignies (Place) - Charleroi Sud - Jamioulx (Prison)     | 10’ - 30’            | Place, Parc, Tirou, Sud, Prison                                                                                                |
| 14   | Charleroi Sud - Bouffioulx - Gilly                         | 60’                  | Rue Brisack, Gare, Centre, Eglise de Chamborgneau, Gazemetre, Traversée                                                        |
| 18   | Jumet Dépôt - Charleroi Sud - Châtelet Chavepeyer          | 15’ - 30’            | Dépôt T.E.C, Tourette, Sud, Parc, Centre                                                                                       |
| 21   | Marcinelle (Hulinbu) - Charleroi Sud                       | 30’ - 60’            | Sud, Tienne Saint-Gilles, Avenue des Chênes (Hublinbu)                                                                         |
| 25   | Charleroi Sud - Gilly Coleilmont                           | 30’ - 60’            | L'Ysle Marais, Soleilmont, Traversée, Place, Parc, Tirou, Sud                                                                  |
| 41   | Charleroi Sud - Courcelles - Gosselies - Jumet - Madeleine | 15’ - 30’            | Beaux-Arts, Dampremy, SNCB, Motte S.N.C.B., Place des Trieux, Gohissart, Madeleine                                             |
| 62   | Soleilmont - Madeleine                                     | 30’ - 60’ (spitsbus) | Soleilmont, Madeleine |
| 68   | Charleroi Sud - Zoning Jumet - Gosselies                   | 10’ - 30’            | Sud, Aéropôle |
| 85   | Jumet Brulotte - Charleroi Sud                             | 30’                  | Brulotte, Mallavée, Gohissart, Rue Royer, Sud                                                                                  |
| A    | Charleroi Sud - Gosselies Airport                          | 30’                  | Sud, Airport |
| CITY | Ville 2 -Ville Basse                                       | 10’ - 30’            | Dépôt T.E.C., Ville 2, Waterloo, Hôpital Civil, Beaux-Arts, Parc (M), Villette                                                 |
| MIDO | Docherie - Charleroi                                       | 30’                  | Place Astrid, Rue de Marchienne, Beaux-Arts                                                                                    |

## Wagenpark

### Wagenpark TEC
De volgende bussen doen anno 2023 dienst op de stadsnet van Charleroi. De meeste lijnen worden integraal bedient door de stelplaatsen Genson, Jumet en Anderlues. Veel bussen uit deze stelplaatsen rijden zowel op de stadsdienst als op de streekdienst.
| Serie                   | Aantal | Fabrikant           | Type             | Opmerking |
| ----------------------- | ------ | ------------------- | ---------------- | --- |
| 7125 - 7126             | 2      | Heuliez Bus         | GX 127           | |
| 7140 - 7150             | 11     | Van Hool            | AG300            | Kwamen in 2010 speciaal in dienst voor lijn A Worden ook regelmatig op andere lijnen ingezet. 7148 uit dienst. |
| 7151 - 7156             | 6      | Mercedes-Benz       | Citaro G Hybrid  | In 2021 in dienst genomen. De 7157 naar Waals-Brabant.                                                         |
| 7158 - 7164             | 7      | Volvo               | 7900A Hybrid     | In 2022 in dienst genomen.                                                                                     |
| 7213 - 7215             | 3      | Van Hool            | A330             | Rijschoolbussen. Voormalig TEC Namen-Luxemburg.                                                                |
| 7275 - 7295             | 21     | Volvo               | 7900 Hybrid      | In 2021 in dienst genomen.                                                                                     |
| 7361 - 7366             | 6      | Van Hool            | A309             | Rijden sinds 2011 op de rustige lijnen.                                                                        |
| 7369 - 7399 7500 - 7526 | 58     | Solaris Bus & Coach | Urbino 12 Hybrid | In 2022 in dienst gekomen.                                                                                     |
| 7555 - 7599             | 45     | Irisbus             | Citelis          | Rijden afwisselend op de streekdienst. Een aanzienlijk deel is inmiddels afgevoerd.                            |
| 7654                    | 1      | Van Hool            | A500             | Rijschoolbus.                                                                                                  |
| 7701 - 7759             | 59     | VDL Bus & Coach     | Citea CLF120     | Rijden afwisselend op de streekdienst. Uit dienst: 7720, 7736.                                                 |
| 7801 - 7830             | 30     | Van Hool            | newA330          | Rijden afwisselend op de streekdienst. 7830 is de lesbus.                                                      |
| 7901 - 7955             | 55     | Volvo               | 7900 Hybrid      | In 2017 en 2018 in dienst gekomen. De 7947 is uit dienst door brand.                                           |
| 7960 - 7985             | 26     | Solaris Bus & Coach | Urbino 12 Hybrid | In 2020 in dienst gekomen.                                                                                     |

### Voormalig wagenpark
| Serie                   | Aantal | Fabrikant      | Type          | Opmerking |
| ----------------------- | ------ | -------------- | ------------- | --- |
| 7010 - 7020             | 11     | Van Hool       | A600          | Voormalig TEC Luik - Verviers Kwamen in dienst na de brand in de stelplaats Genson, waar verschillende bussen verloren gingen. De 7020 ging als laatste uit dienst in 2018. |
| 7021 - 7030             | 10     | Van Hool       | A500          | Voormalig TEC Henegouwen. Kwamen in dienst na de brand in de stelplaats Genson, waar verschillende bussen verloren gingen. |
| 7031 - 7040             | 10     | Van Hool       | A120          | Voormalig STIC 31 - 40 |
| 7041 - 7047             | 7      | Van Hool       | A500          | Voormalig STIC 41 - 47 |
| 7048 - 7049             | 2      | Jonckheere     | Premier       | Testbussen voor alternatieve aandrijvingen 7048 was voorzien van een cng-motor 7049 was voorzien van een lpg-motor Werden in 2002 voorzien van een dieselmotor |
| 7050                    | 1      | Jonckheere     | Transit       | Testbus voor alternatieve aandrijvingen en werd voorzien van een LPG-motor. Werd in 1995 voorzien van een dieselmotor en overgeplaatst naar TEC Namen - Luxemburg waar hij omgenummerd werd tot 4.894. |
| 7051 - 7066             | 16     | Van Hool       | A500          | |
| 7067 - 7070             | 4      | Renault/Ikarus | Ikarus        | |
| 7084 - 7086             | 3      | Q-bus          | Q96           | |
| 7097 - 7098             | 2      | Van Hool       | A508F2        | Werden afwisselend ingezet op de Proxibus van Froidchapelle en de Citybus lijnen |
| 7099                    | 1      | Q-bus          | Q96           | Tweedehandsbus Reed eerst als proefbus, met een Nederlands kenteken en witte beschildering, maar werd later aangekocht. |
| 7110 - 7115             | 6      | Van Hool       | A508          | Voormalig ASEAG bussen. De 7110 is nog actief als dienstbus op het depot van Jumet. |
| 7116 - 7117             | 2      | Van Hool       | A508          | Voormalig Broch (FR) bussen |
| 7118                    | 1      | Jonckheere     | Premier       | Voormalig demomodel |
| 7119                    | 1      | Van Hool       | A308          | Voormalig BBA 141 Werd na aankoop voorzien van een MAN dieselmotor |
| 7120                    | 1      | Van Hool       | A308          | Voormalig BBA 142 Werd na aankoop voorzien van een MAN dieselmotor. Dienstbus depot Genson. |
| 7121 - 7124             | 4      | VDL Jonckheere | Transit 2000M | Bouwjaar 2005. In 2020 uit dienst gegaan. |
| 7131 - 7132             | 2      | Mercedes-Benz  | O405G         | Werden in eerste instantie vanaf december 2004 gehuurd van SADAR, maar zijn in december 2005 aangekocht. Deden voornamelijk dienst op lijn A |
| 7133 - 7134             | 2      | VDL Jonkheere  | Transit 2000G | Bouwjaar 2005. Speciaal voor lijn A voorzien van bagageplaatsen Worden ook regelmatig op andere lijnen ingezet. Uit dienst in 2021. |
| 7141 - 7199             | 59     | Van Hool       | A120          | Voormalig STIC 141 - 199 |
| 7202 - 7211 7213        | 11     | Bus & Car      | Eagle 16      | Voormalig STIC 202 - 211 en 213, daarvoor voormalig MIVB 8046-8060 (incompleet) |
| 7216 - 7218             | 3      | Van Hool       | A280          | Voormalig STIC 216 - 218 Werden begin jaren 2000 omgebouwd tot rijschoolbus. |
| 7221 7232               | 2      | LAG            | Atlantic      | Voormalig NMVB 2221 en 2232 |
| 7251 - 7266             | 16     | Van Hool       | A330          | Bouwjaar 2002. De laatste exemplaren 7251, 7255 & 7258 gingen begin 2023 uit dienst. De 7258 is behouden als museumbus. |
| 7269 - 7273             | 5      | Van Hool       | A330          | Voormalig TEC Namur-Luxembourg 4315. Voormalig TEC Henegouwen 3814-3815 en 3817-3818 (in die volgorde). De 7272 bleef als laatste in dienst tot eind 2022. |
| 7275 - 7294             | 20     | Van Hool       | A120          | De 7285 ging als laatste uit dienst in 2017 met de gezegende leeftijd van 26 jaar. 7285 nu een museumbus. |
| 7301 - 7360             | 60     | Irisbus        | Agora S       | Bouwjaar 2005. Reden afwisselend op de streekdienst. De 7353-7360 waren uitgerust met een bagagerek na de chauffeurspositie. In 2010 zijn er bij een grote brand in de stelplaats Genson 8 bussen verloren gegaan. Het grootste deel van de serie is in 2021 afgevoerd. Eind 2022 was enkel de 7353 nog als laatste in dienst. |
| 7372-7382, 7383         | 12     | Van Hool       | A600          | Voormalig NMVB 7383 is voormalig TCM Cars 759108 7374 en 7382 werden in 2005 overgezet naar de TEC Namen - Luxemburg om het bustekort daar op te vangen. |
| 7501 - 7541             | 41     | Renault        | EMI 312       | Bouwjaar 1994. In 2010 werden bij de brand in Genson 6 exemplaren vernielt. In 2011 en 2012 werd het grootste deel afgevoerd. De laatste exemplaren gingen in 2014 uit dienst. |
| 7562 - 7588 7689 - 7699 | 38     | Van Hool       | A120          | |
| 7601 - 7685             | 85     | Van Hool       | A500          | De serie kwam in 1998 in dienst. De serie is in etappes afgevoerd. In 2010 werden bij de brand in Genson 4 exemplaren vernielt. Vervolgens gingen er in 2015 15 uit dienst. In 2018 werden vervolgens nog eens ruim 40 exemplaren afgevoerd. In de zomer van 2021 werden de laatste 3 exemplaren afgevoerd die op de reguliere dienst reden: 7608, 7610 & 7632. De 7672 en de 7676 reden nog enkel op scholierenlijnen en werden begin 2022 afgevoerd. De 7654 is als enige overgebleven en nog actief als lesbus. |